# توبي غاد
توبي غاد (بالألمانية: Toby Gad)‏ هو منتج أسطوانات وكاتب أغاني ألماني، ولد في 12 أبريل 1968 في ميونخ في ألمانيا.

## وصلات خارجية
- الموقع الرسمي
- توبي غاد على موقع IMDb (الإنجليزية)
- توبي غاد على موقع ميوزك برينز (الإنجليزية)
- توبي غاد على موقع ديسكوغز (الإنجليزية)
- توبي غاد على موقع قاعدة بيانات الفيلم (الإنجليزية)